# ジェラル・バヤル
マフムト・ジェラル・バヤル（トルコ語: Mahmut Celâl Bayar、1883年5月16日 - 1986年8月22日）は、トルコの政治家。首相、大統領を歴任した。トルコ共和国の創立期に経済閣僚としてアタテュルク政権の経済政策を主導した他、1946年に中道右派政党の民主党を設立し、トルコ史上最初の選挙による政権交代を実現した。1950年から民主党政権の大統領を務めたが、1960年の軍事クーデターで失脚した。

## 経歴

### 生い立ち
1883年5月16日にブルサ県ゲムリク郡のウムルベイ村で誕生した。父のアブドゥッラー・フェフミ・エフェンディーは、露土戦争の後、ウラマーをしていたブルガリアのプレヴネを追われ、ウムルベイの中等学校（Rüşdiye）校長や、ゲムリクのムフティーを務めた。バヤルは初中等教育を終えた後、ゲムリクで裁判所職員を務め、後に、銀行員としてブルサの農業銀行（Ziraat Bankası）、ドイツ東方銀行（Deutsche Orientbank）、国民統一銀行（İttihad-ı Milli Bankası）に勤務した。
1908年の青年トルコ人革命により、第二次立憲制が始まると、ジェラルは統一と進歩委員会に加入し、イズミル支部長を務めた。

### トルコ独立戦争
第一次世界大戦でのオスマン帝国の敗北に乗じて、1919年にギリシャ軍がイズミルを占領すると、ジェラルは「ガリプ・ホジャ」の偽名で民兵組織を率いてこれに抵抗し、同年に開催されたオスマン帝国最後の議会では、アナトリア西部のサルハン・サンジャウ県（現在のマニサ）を代表して国会議員に選出されたが、1920年にイスタンブールのスルタン・メフメト6世政府が、ギリシャによるイズミル支配を容認するセーヴル条約を締結すると、これに反発して、ムスタファ・ケマルのアンカラ政府に参加することとなった。
同年に開かれた第1回トルコ大国民議会ではマニサから国会議員に選出され、1923年の第2回大国民会議では、イズミルから国会議員に選出された。アンカラ政府では、1921年に経済相に任命され、1923年のローザンヌ条約締結交渉では、アンカラ政府代表のイスメトの補佐官として参加した。また、この間、ケマルの意向でケマルが設立した公式トルコ共産党に参加した。

### 一党制時代の活動
1923年の共和制施行後は、アタテュルク政権下で、経済専門家として新生トルコの経済政策を主導した。1924年には、民族資本のトルコ勧業銀行（Türkiye İş Bankası）を設立し、頭取に就任。1932年から1937年にかけて経済相を務めた。
1929年の世界恐慌を受けて、首相のイノニュは、ソ連に範を取った国家資本主義を志向したが、民間部門の育成を重視する経済相バヤル（1934年の創姓法施行によりバヤル姓を名乗るようになった。）との間には基本的な経済政策に相違があり、1937年にアタテュルクとの対立から、イノニュが首相職を解任されると、バヤルは後継首相、共和人民党副党首に指名された。
しかし、翌1938年にアタテュルクが病没すると、後継大統領となったイノニュは、首相にレフィク・サイダムを据え、バヤルは名誉職である共和人民党の終身副党首に追いやられた。

### 民主党政権から1960年クーデター
第二次世界大戦後、大統領のイノニュにより複数政党制の導入が進められると、バヤルはアドナン・メンデレス、フアト・キョプリュリュらと共に与党共和人民党を離党し、民主党を結成し、党首に就任した。民主党は1950年の総選挙で大勝し、バヤルは同年トルコの第3代大統領に選出された。
民主党政権では、首相のメンデレスを中心に、郡部の保守的な地主の利害を代表して、農業振興策を実施した他、外資の導入を振興し、経済の自由化、民間部門の育成が推進された。しかし、民主党は1950年代末には経済政策の失敗を糊塗するために言論弾圧を進め、学生や知識人層からの支持を失ったほか、アタテュルク時代の厳格な世俗主義原則を緩和したため、世俗主義の擁護者を自認する軍部の警戒を招いた。
こうした情勢を受け、軍部は1960年に軍事クーデターを敢行し、大統領のバヤル、首相のメンデレス以下、民主党の党幹部は全て逮捕され、バヤルも大統領職を解任された。
逮捕された民主党幹部は、マルマラ海上のヤッス島に監禁された。軍事政権下の裁判で、バヤルは死刑判決を受けたが、高齢を理由に終身刑に減刑された。バヤルはカイセリの刑務所で服役したが、1964年に釈放され、民政移管後の1966年には恩赦により名誉回復された。憲法の規定により、大統領経験者は終身上院議員となることができたが、バヤルはこれを固辞して、政界から身を引いた。しかし、その後も民主党の後継政党の公正党に対して影響力を保持し続けた。
1986年8月22日にイスタンブールにて103歳で病没した。遺体は故郷のウムルベイに葬られた。バヤルの生家は、ヤプ・クレディ銀行頭取のキャーズム・タシュケントの寄付により現在も保存されている。